# Lifeline (film)
Pour les articles homonymes, voir Lifeline.
Pour plus de détails, voir Fiche technique et Distribution.
Lifeline (十萬火急, Shi wan huo ji) est un film hongkongais réalisé par Johnnie To, sorti en 1997.

## Synopsis
Les pompiers de la caserne de Tsi Wan Shan doivent faire face à un incendie dans un complexe industriel.

## Fiche technique
- Titre : Lifeline
- Titre original : 十萬火急 (Shi wan huo ji)
- Réalisation : Johnnie To
- Scénario : Yau Nai-hoi
- Pays d'origine : Hong Kong
- Format : Couleurs - 1,85:1 - Mono - 35 mm
- Genre : Action, drame et catastrophe
- Durée : 108 minutes
- Date de sortie : 1997

## Distribution
- Lau Ching-wan : Yau Sui
- Alex Fong : Cheung Man-kit
- Carman Lee : docteur Annie Chan
- Ruby Wong : Sunny
- Wong Ho-yin : Wong Ho-yin
- Kenneth Chan : petit ami d'Annie
- Annabelle Lau : ouvrier
- Damian Lau : Cheng Fu-shing